# سانتا مارینا
سانتا مارینا (به ایتالیایی: Santa Marina) یک کومونه در ایتالیا است که در استان سالرنو واقع شده‌است.

## خصوصیات
سانتا مارینا ۲۸٫۲۳ کیلومترمربع مساحت و ۳٬۲۲۲ نفر جمعیت دارد و ۴۱۵ متر بالاتر از سطح دریا واقع شده‌است.